# Захеј
Захеј (хеб. Закхеј значи „чист“) је био хришћански апостол, поменут у Јеванђељу по Луки (19. глава). Захеј је био шеф службеника који су радили за Рим, публикана (познати као цариници), и стога омражен од сопственог народа.

## Житије
Захеј је био цариник и пошто је убирао порез од Јевреја, а за потребе Римског царства, сматран је грешником и није био омиљен. Ипак, желео је да види Исуса када је овај пристигао у Јерихон, али пошто је био малог раста није могао да га види кроз светину. Зато се досетио да се попне на дрво египатске смокве, али му је Христос пришао и замолио га да сиђе, јер је намеравао да посети његов дом. Ово је навукло још већу мржњу према Захеју, али и према Христу. Према предању, Исус је посетио Зехејев дом и донео му спасење, а Захеј се покајао. Због тога је постао следбеник апостола Петра, који га је поставио за епископа у палестинској Кесарији, где је верно служио Јеванђељу и мирно скончао.

## Тумачење
Према сајту српске православне цркве, сам чин пењања на дрво говори много о Захеју. Наиме, чиновник на високом положају није презао од тога да буде понижен и изложи се руглу околине. То се тумачи као искрена жеља да види учитеља вере и као богобојажљивост. Због тога га је Исус и наградио посетом његовој кући, због чега је окупљени народ протестовао. Међутим, Захеј се искрено покајао о чему сведочи и понуда Христу да половину свог имања поклони сиромашнима. Зато га је Исус назвао сином Аврамовим. Према тумачењу, поука ове приче је да је Захеја спасило покајање, као и исповест и промена живота, који је сада био посвећен вери.

## Празник
Српска православна црква слави га 20. априла по јулијанском, а 3. маја по грегоријанском календару. Пред почетак ускршњег поста постоје и четири припремне седмице. Прва од њих је Захејева.